# Bonjour les vacances : Viva Las Vegas
Série National Lampoon's Vacation
Le sapin a les boules
(1989) Le sapin a les boules 2 : Cousin Eddie
(2003)
Pour plus de détails, voir Fiche technique et Distribution.
Bonjour les vacances : Viva Las Vegas ou Vacances à Vegas au Québec (Vegas Vacation) est un film américain réalisé par Stephen Kessler, sorti en 1997.
Il s'agit du quatrième film de la franchise humoristique National Lampoon's Vacation (en), débutée avec Bonjour les vacances (1983), et narrant les aventures des Griswold, une famille typiquement américaine.

## Synopsis
Clark Griswold a obtenu un bonus conséquent de son employeur en inventant un conservateur alimentaire de longue durée. Pour célébrer l'évènement, il décide d'emmener sa petite famille passer quelques jours à Las Vegas.

## Fiche technique
- Titre français : Bonjour les vacances : Viva Las Vegas
- Titre original : Vegas Vacation
- Titre québécois : Vacances à Vegas
- Réalisation : Stephen Kessler
- Scénario : Elisa Bell
- Musique : Joel McNeely
- Photographie : William A. Fraker
- Montage : Seth Flaum
- Production : Jerry Weintraub
- Sociétés de production : Warner Bros. et Jerry Weintraub Productions
- Société de distribution : Warner Bros.
- Pays de production :  États-Unis
- Langue : Anglais
- Format : Couleur - Dolby Digital - DTS - SDDS - 35 mm - 1.85:1
- Durée : 93 minutes
- Date de sortie : 
  - États-Unis : 14 février 1997

## Distribution
- Chevy Chase (VQ : Jacques Lavallée) : Clark Griswold
- Beverly D'Angelo (VQ : Marie-Andrée Corneille) : Ellen Griswold
- Ethan Embry (VQ : Joël Legendre) : Russell « Rusty » Griswold
- Marisol Nichols (VQ : Aline Pinsonneault) : Audrey Griswold
- Randy Quaid (VQ : Mario Desmarais) : Eddie
- Miriam Flynn : la cousine Catherine
- Shae D'Lyn : la cousine Vicki
- Wayne Newton (VQ : Hubert Gagnon) : lui-même
- Siegfried Fischbacher : lui-même
- Roy Horn : lui-même
- Wallace Shawn (VQ : Luis de Cespedes) : Marty
- Sid Caesar : M. Ellis
- Toby Huss : le vendeur de fausses cartes d'identité
- Jerry Weintraub : Jilly de Philadelphie (caméo du producteur)

* Source : Doublage Québec

## Autour du film
- Ce film marque la dernière apparition cinématographique pour Sid Caesar.
- Christie Brinkley, qui faisait tourner la tête de Clark dans le premier opus au volant de sa belle Ferrari rouge, réapparaît au cours du film toujours à bord du fameux bolide.

## Distinctions

### Nomination
- Blimp Awards
  - Meilleure actrice pour Beverly D'Angelo

## Saga
- Bonjour les vacances réalisé par Harold Ramis, sorti en 1983
- Bonjour les vacances 2 réalisé par Amy Heckerling, sorti en 1985
- Le sapin a les boules réalisé par Jeremiah Chechik, sorti en 1989
- Bonjour les vacances : Viva Las Vegas réalisé par Stephen Kessler, sorti en 1997
- Le sapin a les boules 2 : Cousin Eddie (TV) réalisé par Nick Marck, diffusé en 2003
- Hotel Hell Vacation (court-métrage) réalisé par Bryan Buckley, sorti en 2010 sur internet.
- Vive les vacances réalisé par John Francis Daley, sorti en 2015